# سكر حر

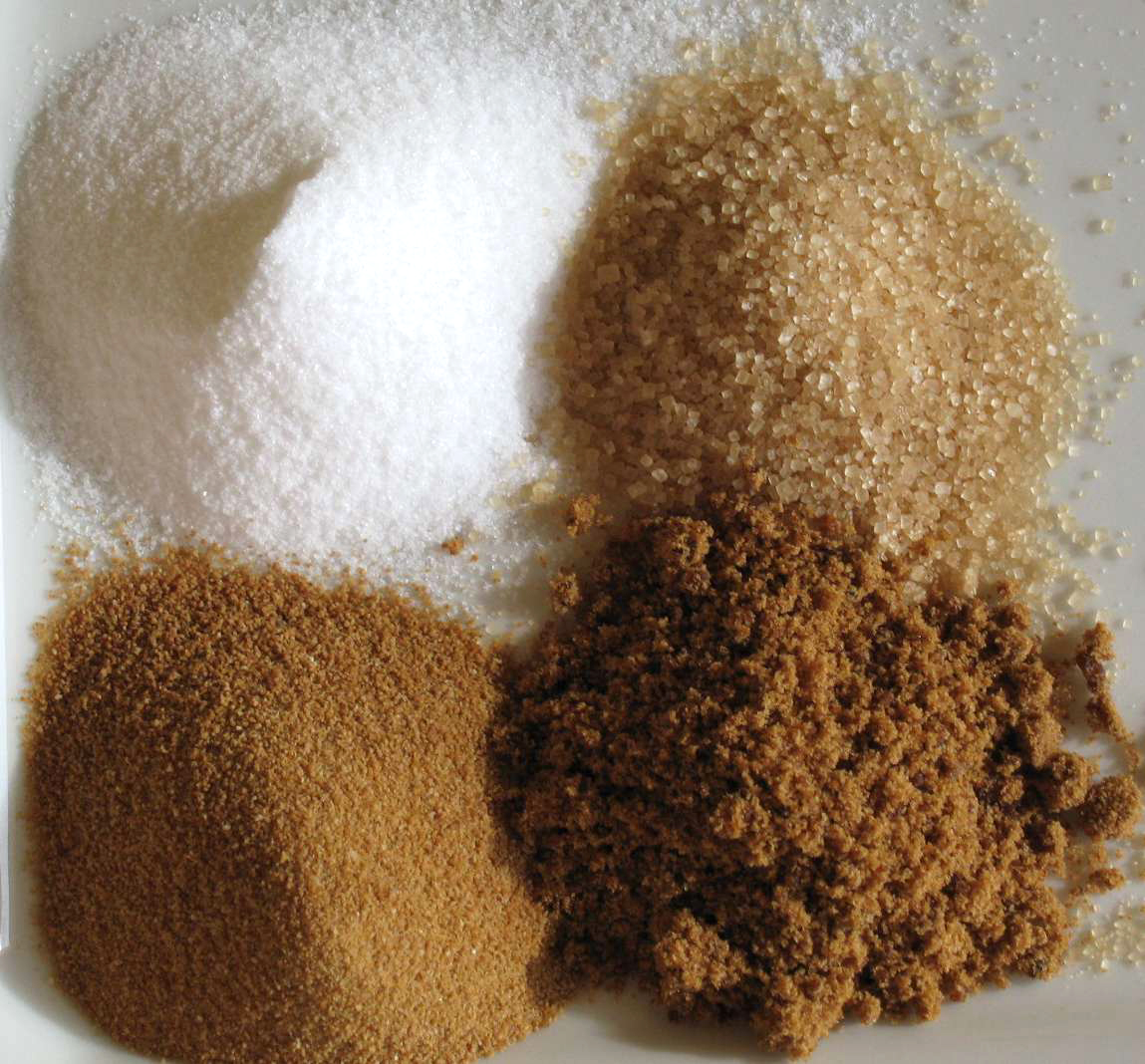

السكر الحر (بالإنجليزية: Free sugar)‏؛ يُعرّف من قِبل منظمة الصحة العالمية ومنظمة الأغذية والزراعة الأمريكية في تقارير عديدة  بأنه «جميع أحادي السكاريد وثنائي السكاريد التي تتم إضافتها للأطعمة من قِبل الشركة المصنعة أو الطاهي أو المستهلك، بالإضافة إلى السكريات الموجودة طبيعيًا في العسل والشراب وعصير الفاكهة». ويُستخدم للتمييز بين السكريات الموجودة طبيعيًا في الكربوهيدرات غير المكررة كليًا مثل الأرز البني أو معكرونة القمح الكامل أو الفاكهة وما إلى ذلك وتلك السكريات (أو الكربوهيدرات) التي خضعت، إلى حد ما، للتكرير (عادة بواسطة الإنسان وأحيانًا بواسطة الحيوانات مثل السكر الحر الموجود في العسل). ويُشار إليها باسم «السكريات» نظرًا لأنها تغطي أشكالاً كيميائية متعددة، بما في ذلك السكروز والجلوكوز والفركتوز والدكستروز وما إلى ذلك.

## الاستخدامات
كان التعريف الأساسي للسكريات الحرة بغرض تقسيم المصطلح «الكربوهيدرات» إلى عناصر تتعلق بشكل مباشر أكبر بالتأثير على الصحة بدلاً من التعريف الكيميائي، ونتج عن الدراسات الوصفية المتعلقة بالمرض المزمن والسمنة وتسوس الأسنان. كذلك أدى هذا إلى قيام منظمة الصحة العالمية ومنظمة الأغذية والزراعة بنشر هرم غذائي منقح يصنف المجموعات الغذائية الكلاسيكية إلى مجموعات موجهة أكثر نحو الصحة والتي يبدو أنها كانت تنطوي على تأثير قليل على الأهرامات الغذائية قيد الاستخدام في جميع أنحاء العالم.
وتسبب إدراج مثل هذا التعريف في حدوث مشاكل لمنظمة الصحة العالمية مع شركات السكر التي سعت لحث الحكومة الأمريكية على إيقاف تمويل منظمة الصحة العالمية بسبب اقتراح تضمن أن استهلاك السكريات الحرة داخل الهرم الغذائي يجب أن يبلغ فقط 10% كحد أقصى من حصة الطاقة الإجمالية وأنه لا يجب أن يكون هناك حد أدنى (أي أنه لا يوجد أي حاجة لأي سكريات حرة في النظام الغذائي للإنسان) على أساس أن التقرير لم يأخذ بعين الاعتبار الأدلة المقدمة من قِبل شركات صناعة السكر. ويتضمن التقرير قيد البحث بشكل محدد المراجع الخاصة بالأدلة، ولكنه لم يستطع استخدامها لأسباب صحية نظرًا لأن الطريقة التي تم بها إعداد الدراسات لم تقدم أدلة فعالة على التأثير على الصحة وأشار إلى هذه الدراسات على اعتبار أنها محدودة.